# Łomec
Łomec (bułg. Ломец) – wieś w północnej Bułgarii, w obwodzie Łowecz, w gminie Trojan. 
Wioska Łomec znajduje się w podgórskim terenie.